# Богдановка (Ішимбайський район)
Богда́новка (рос. Богдановка, башк. Богдановка) — присілок у складі Ішимбайського району Башкортостану, Росія. Входить до складу Урман-Бішкадацької сільської ради.
Населення — 6 осіб (2010; 0 в 2002).